# هیدکو تاکامینه
هیدکو تاکامینه (ژاپنی: 高峰 秀子 Takamine Hideko؛ ۲۷ مارس ۱۹۲۴ – ۲۸ دسامبر ۲۰۱۰) بازیگر اهل ژاپن بود. وی بین سال‌های ۱۹۲۹ تا ۲۰۱۰ میلادی فعالیت می‌کرد. از فیلم‌هایش در مقام بازیگر می‌توان به خواهران مونکاتا، دوران لذت و اندوه، اسب، آنها که فردا را می‌سازند، بیست و چهار چشم، ابرهای شناور، وقتی زنی از پله‌ها بالا می‌رود و اشتیاق اشاره کرد.
وی همچنین برنده جوایزی همچون جایزه آکادمی فیلم ژاپن شده است.